# Blombay
Blombay is een gemeente in het Franse departement Ardennes (regio Grand Est) en telt 133 inwoners (2021). De plaats maakt deel uit van het arrondissement Charleville-Mézières. De gemeente Blombay bestaat uit 4 plaatsen: Blombay, Belzy, Blombizeux en La Gare.

## Geografie
De oppervlakte van Blombay bedraagt 9,2 km², de bevolkingsdichtheid is dus 12,9 inwoners per km².
De onderstaande kaart toont de ligging van Blombay met de belangrijkste infrastructuur en aangrenzende gemeenten.

## Demografie
Onderstaande figuur toont het verloop van het inwonertal (bron: INSEE-tellingen).

Vanwege een beveiligingsprobleem met de MediaWiki Graph-software is het momenteel niet mogelijk deze grafiek weer te geven. Zodra de software is bijgewerkt zal de grafiek vanzelf weer zichtbaar worden.

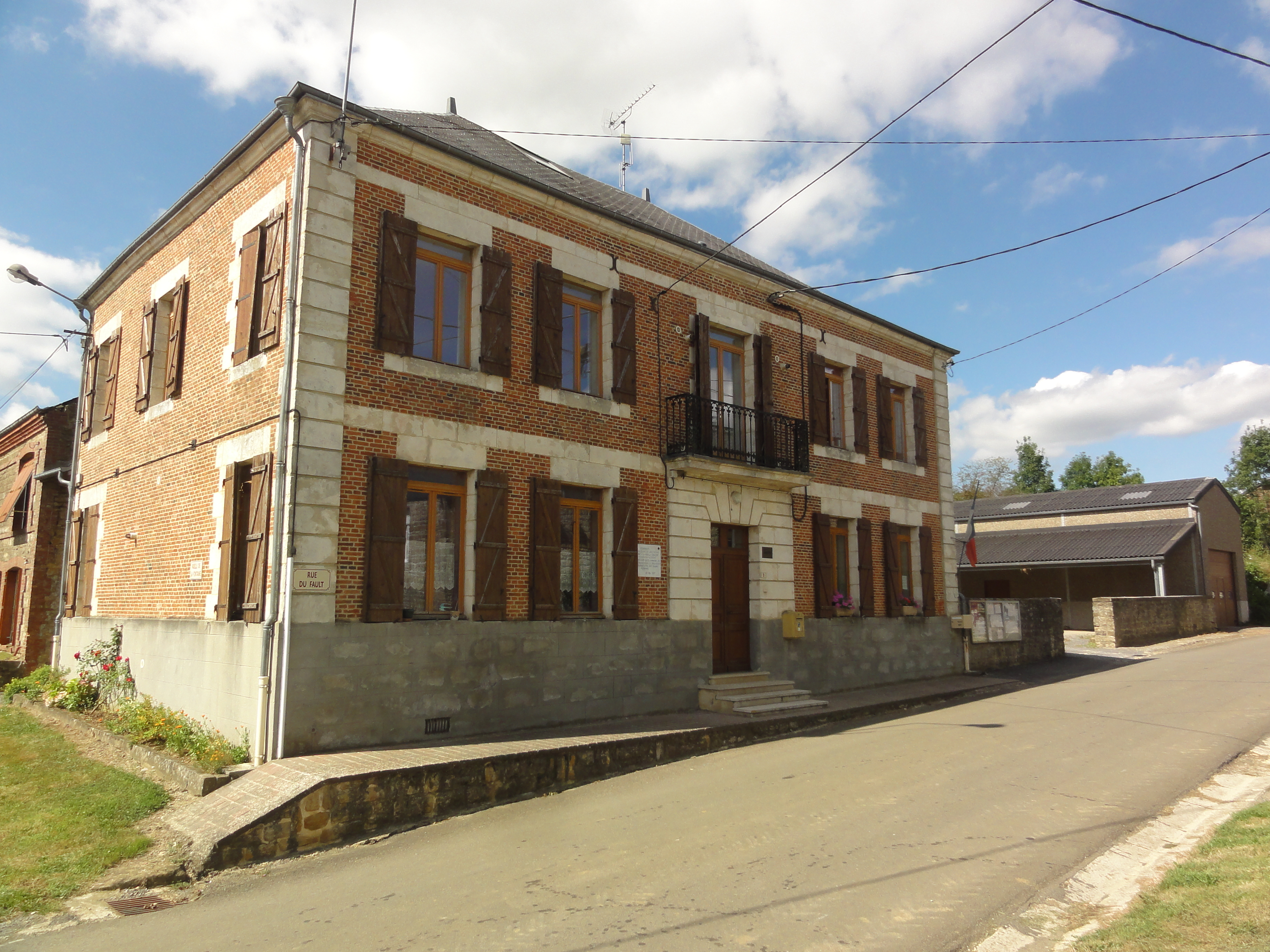
Gemeentehuis en school.
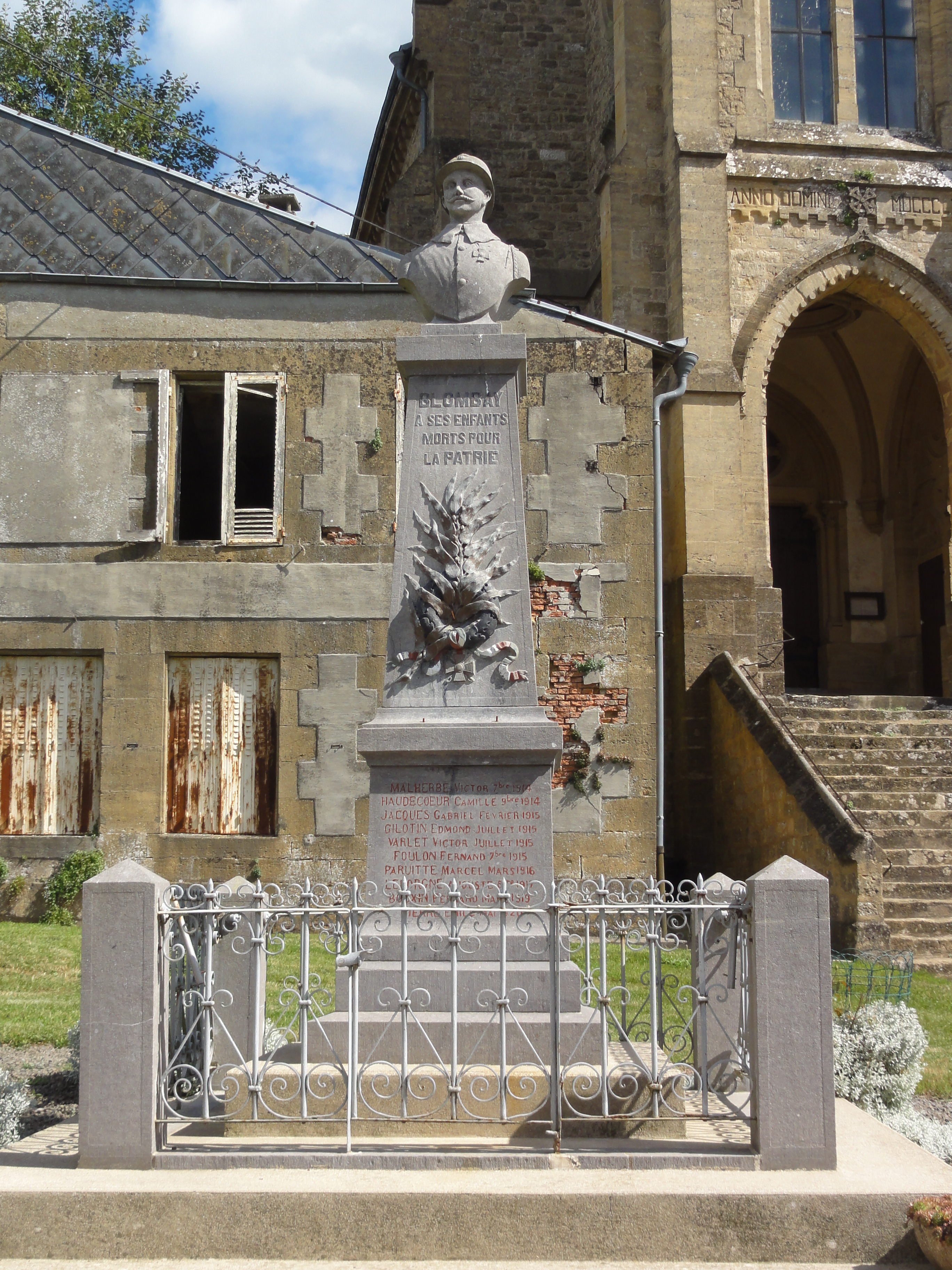
Oorlogsmonument
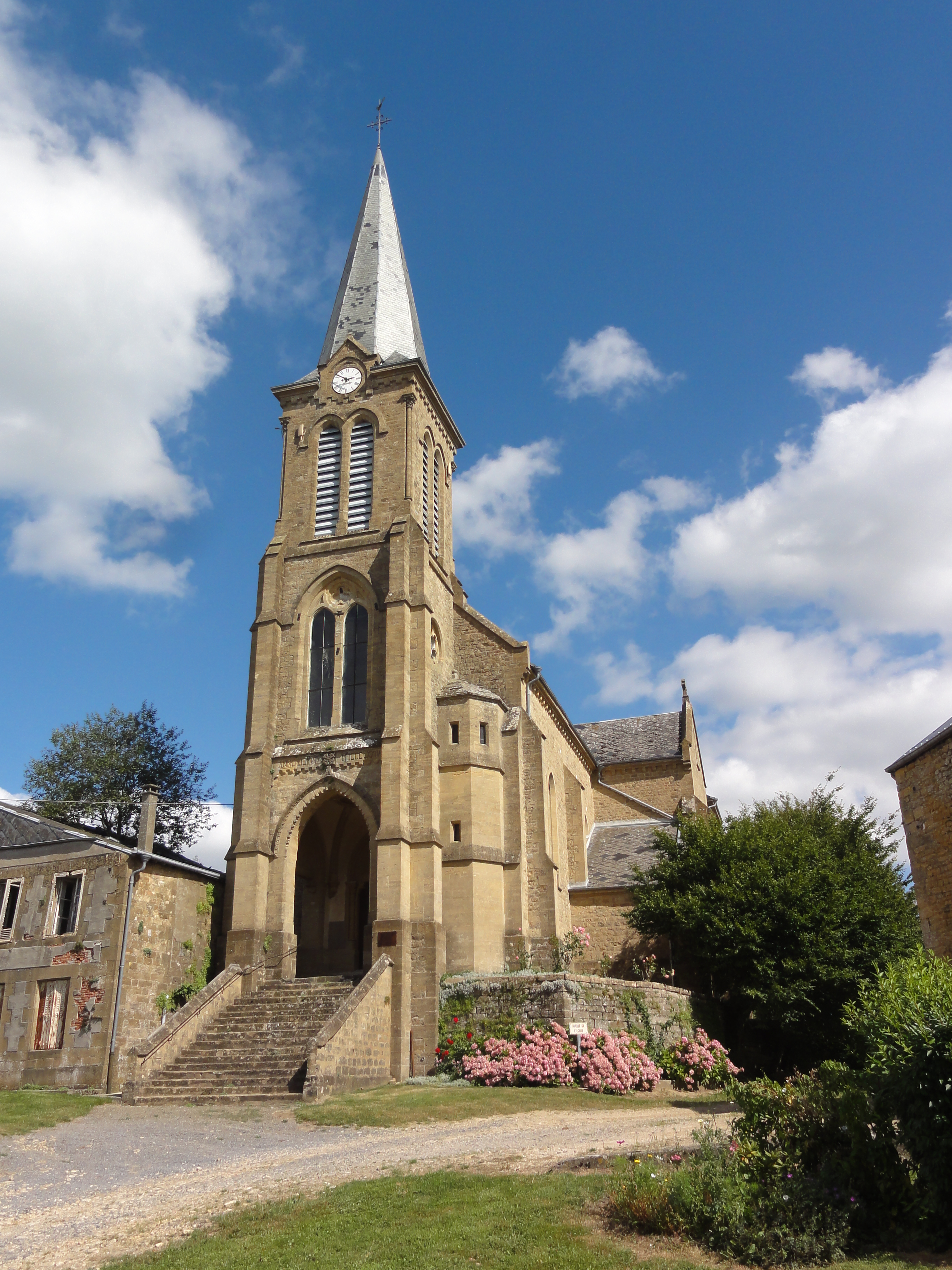
Kerk Saint-Rémi
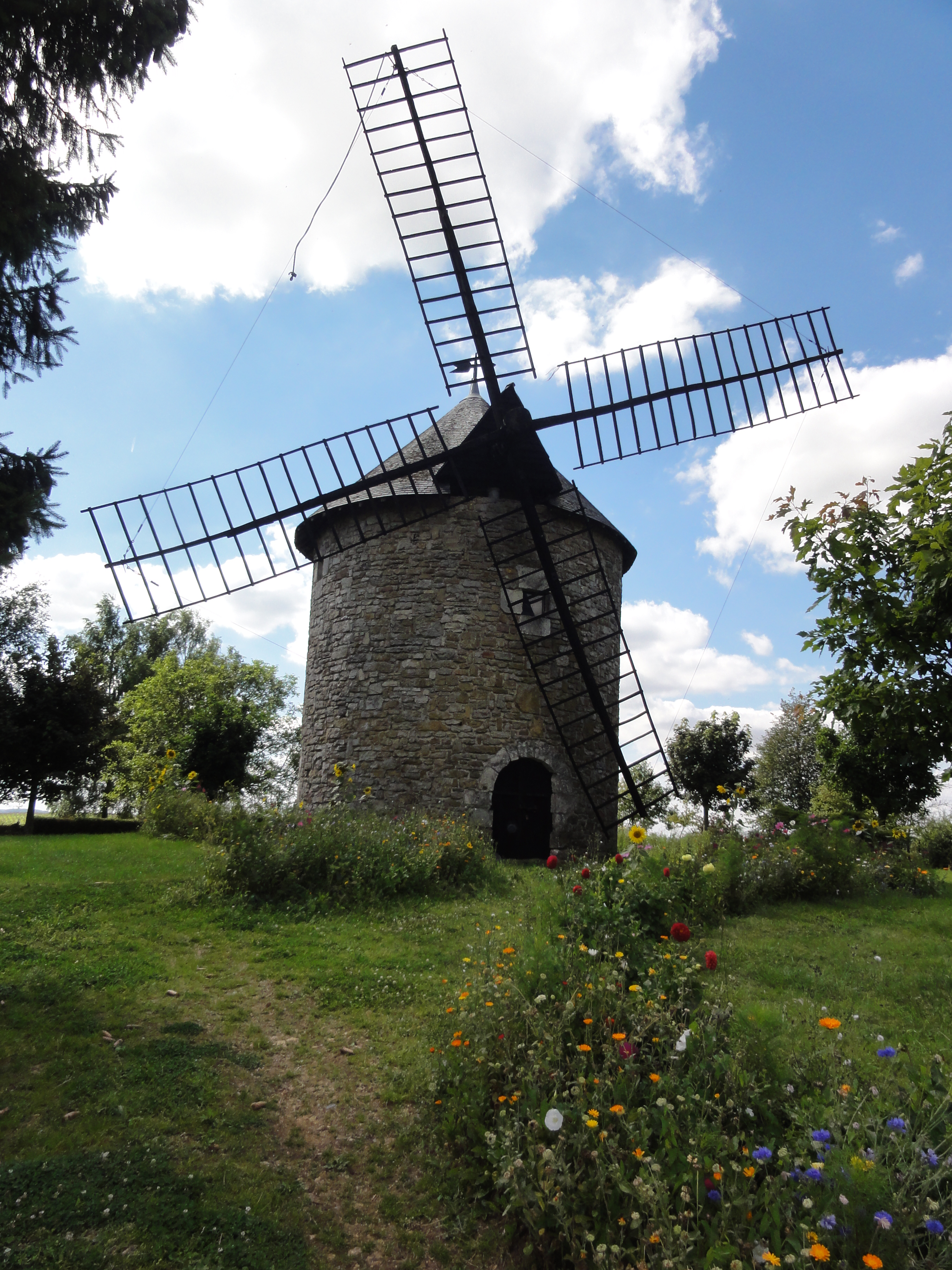
Molen
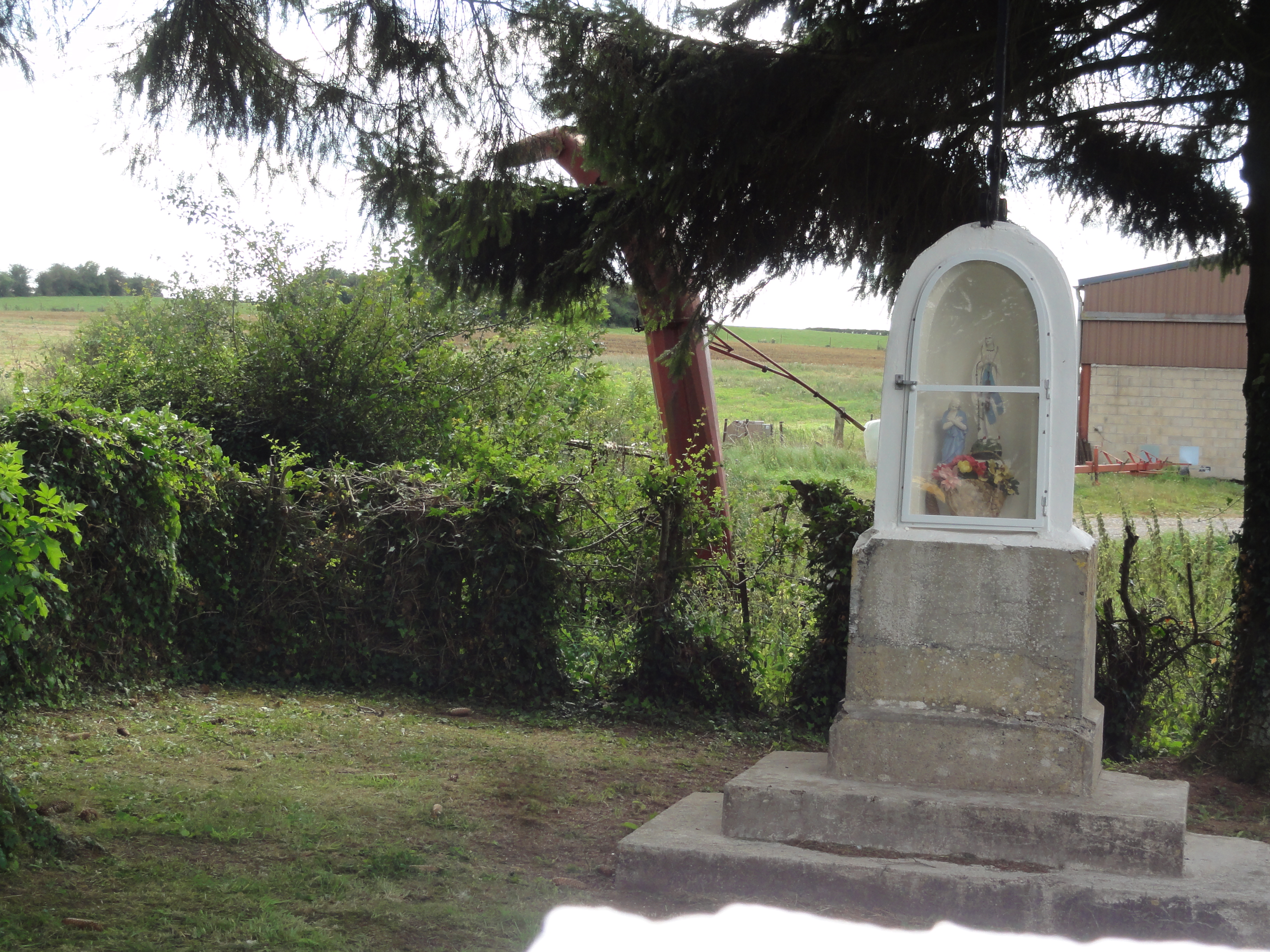
Wegkapelletje